# Rose-Marie Ducrot
Rose-Marie Ducrot (* 15. September 1937 in Freiburg) ist eine Schweizer Politikerin (CVP). Von 1995 bis 1999 war sie Nationalrätin für den Kanton Freiburg.

## Politische Tätigkeit
Von 1978 bis 1986 war Rose-Marie Ducrot Gemeinderätin im Freiburger Châtel-Saint-Denis. Anschliessend wurde sie in die Exekutive der Gemeinde gewählt. 1986 wählten sie die Stimmberechtigten in den Grossen Rat des Kantons Freiburg, im Jahr 1992 übernahm sie das Präsidium. 1991 wurde Ducrot zudem Gemeindepräsidentin von Châtel-Saint-Denis. Dieses Mandat übte sie bis im Jahr 2001 aus.
Bei den Wahlen vom 22. Oktober 1995 wurde Rose-Marie Ducrot in den Nationalrat gewählt. Von Beginn an war sie Mitglied der Staatspolitischen Kommission (SPK) des Nationalrats, ab 1996 war sie zusätzlich auch in der Aussenpolitischen Kommission (APK).
Rose-Marie Ducrot war auch nach Ende ihrer Karriere als Nationalrätin politisch tätig. So amtierte sie als Ombudsfrau des Verbands öffentlicher Verkehr (VöV) in der Westschweiz. Dies tat sie während über zehn Jahren, von Mai 2001 bis Ende 2012.

## Privatleben
Ihr Heimatort ist die Gemeinde Montagny-les-Monts im Kanton Freiburg. Ducrot ist Mutter dreier Kinder, ihr ältester Sohn Vincent Ducrot wurde Chef der Schweizerischen Bundesbahnen SBB. Rose-Marie Ducrot startete ihre politische Karriere, als ihre Kinder ausgezogen waren.